# 제인 에어 (1996년 영화)
제인 에어(Jane Eyre)는 이탈리아에서 제작된 프란코 제피렐리 감독의 1996년 드라마, 멜로/로맨스 영화이다. 샬럿 브론테의 동명의 소설을 바탕으로 제작되었다. 윌리엄 허트 등이 주연으로 출연하였고 다이슨 로벨 등이 제작에 참여하였다.

## 출연

### 주연
- 윌리엄 허트
- 샤를로뜨 갱스부르
- 조안 플로라이트
- 안나 파킨

### 조연
- 제랄딘 채플린
- 빌리 화이트로우
- 마리아 슈나이더
- 피오나 쇼우
- 엘 맥퍼슨
- 존 우드

## 제작진
- 원작자: 샬롯 브론테
- 공동제작: 장 프랑수아 레프티트
- 공동제작: 지오바넬라 자노니
- 협력프로듀서: 조이스 헐리히
- 미술: 로저 홀
- 의상: 제니 비번